# Windows NT 3.1
Windows NT 3.1 je prvním již nepodporovaným systémem z řady Windows NT od společnosti Microsoft. Tento systém byl určen především pro použití na serverech a v podnikové sféře. Číselné označení bylo určeno v souvislosti s uživatelským rozhraním, které vycházelo z Windows 3.1x. Tato verze vyšla ve dvou variantách: Windows NT 3.1 (bez dalšího přídomku) pro pracovní stanice a Windows NT 3.1 Advanced Server pro servery. Tuto verzi v září 1994 nahradil Windows NT 3.5.

## Historie
Vývoj Windows NT byl zahájen v listopadu 1988, poté, co Microsoft najal skupinu vývojářů z Digital Equipment Corporation. Mnohé prvky designu odráží jejich dřívější zkušenosti s VMS a RSX-11. Tento operační systém byl navržen pro provoz na více počítačových platformách s různými sadami strojových instrukcí. Specifika jednotlivých platforem jsou z velké části odstíněna od zbytku systému abstraktní mezivrstvou HAL. Windows NT byl původně vyvíjen jako třetí verze operačního OS/2 3.0, tj. systému vyvinutého ve spolupráci společností Microsoft a IBM. Nicméně Windows 3.0 vydané v květnu 1990 byly tak úspěšné, že se Microsoft rozhodl změnit aplikační rozhraní (API) určené pro programování aplikací. Místo OS/2 API pro dosud nevydané NT-OS/2 (jak byl v té době vyvíjený produkt označován) bylo použito Windows API (v té době označováno jako Win32). Jednostranné rozhodnutí firmy Microsoft způsobilo napětí mezi ním a IBM, a proto spolupráce nakonec skončila. IBM pokračovala ve vývoji OS/2, zatímco Microsoft pokračoval v práci na nově nazvaném systému Windows NT.
Win32 API je 32bitové provedení 16bitového Win32 API, které se dnes označuje jako Windows API. Většina 16bitových Windows aplikací může být přenesena na nový systém s minimálními změnami a rekompilací. Win32 API přineslo nové funkce, např. nativní podporu pro podporu počítačových sítí a multithreading. Aplikační programové rozhraní v systému Windows NT bylo implementováno jako subsystémy stojící nad nezdokumentovaným Native API, přes které se Windows API implementovalo. Windows NT byl první operační systém používající interně Unicode.
Projekt měl kódové označení "Razzle", které se dochovalo v názvu interního skriptu, který připravuje prostředí příkazového řádku ke kompilaci systému Windows.

## Podporované platformy
Systém Windows NT byl od základu navrhován s ohledem na portování na jiné platformy. Veškerý kód kernelu a subsystémů byl napsán v C a C++. Veškeré rozdíly v architekturách, které nešly vyřešit prostým překompilováním (např. paměťová architektura, podpora více procesorů) byly řešeny vrstvou HAL.
Zaváděcí (bootovací) architektura NT si mnohé vypůjčila ze specifikace ARC, hlavně v oblasti architektur odlišných od x86.

### i860
Původně bylo jádro NT navrhnuto pro procesor Intel i860 s kódovým označení N10 (nebo "N-Ten"). Důvodem pro zacílení jako první na i860 bylo zlepšení přenositelnosti systému a vyhnutí se vytváření designu založeném na x86. Vývoj procesoru byl však ve velkém zpoždění a proto Microsoft pro vývoj systému zpočátku používal emulátor. Po uvedení i860 do výroby ovšem byla nakonec tato architektura vývojáři NT opuštěna, jelikož procesor nesplňoval jejich představy o výkonu. Systém byl proto posléze převeden na architektury x86 a MIPS.

### x86
NT 3.1 podporoval rodinu 32bitových procesorů Intel x86 (80386 a vyšší). Ve srovnání s 16bitovými Windows 3.x byla podpora ovladačů v NT poněkud omezená, ale většina 386 a 486 strojů by měla být schopná NT spustit.

### MIPS
Windows NT také podporoval procesor MIPS R4000, konkrétně MIPS systémy navržené podle specifikace Advanced RISC Computing.

### Alpha
V počátku beta cyklu NT byla přidána podpora pro procesor DEC Alpha. Avšak protože Alfa samotná ještě nebyla vypuštěna na trh, vývojáři Microsoftu získali přístup k vývoji produkční strojích založených na Alfě až těsně před samotným vypuštěním Windows NT. V důsledku toho NT nebyl původně dodáván s podporu Alpha, první balení NT měla zahrnuta poštovní kupón pro bezplatné získání CD s NT 3.1 s podporou procesorů Alpha.

## Aplikační kompatibilita

### 16bitová Windows
Windows NT poskytovala subsystém pro kompatibilitu s 16bitovými aplikacemi, tzv. "Windows on Windows" (aka WOW), což umožnilo většině aplikací Windows 3.x běžet v nezměněné podobě na NT. Nebyly podporovány aplikace, které vyžadovaly přímý přístup k hardwaru, nebo závisely na nízkoúrovňových ovladačích DOSu.

### 32bitová Windows
Jak bylo už řečeno, Microsoft ve Windows NT uvedl API Win32, což je 32bitové provedení 16bitového Windows API. Většina 16bitových Windows aplikací mohla být přenesena na nový subsystém s minimálními změnami a rekompilací. Win32 API bylo zachováno (s určitými úpravami) ve Windows 95.
Win32 je komplexní API, nabízející služby OS od správy paměti až po UI přístup. NT zabraňovalo všem aplikacím na uživatelské úrovni k přímému přístupu k hardwaru. To zvyšovalo spolehlivost systému na úkor výkonnosti. Nicméně to také znamená, že prakticky všechny aplikace Win32 spoléhaly výhradně na C/C++, Win32 API, a výsledek je ten, že přenesení takové aplikace na jinou architekturu podporovanou Windows NT (např. přesun z x86 NT na MIPS NT) obvykle nevyžadovalo žádné změny, jen rekompilaci, pouze některé aplikace vyžadovali menší úpravy.

### Kompatibilita s OS/2
Přestože "NT OS/2" byl nakonec vydán jako "Windows NT", byl do značné míry kompatibilní s diskovými oddíly HPFS a podpoval textové uživatelské rozhraní 16bitových OS/2 aplikací. Mnohé z API OS/2 (zejména NetBIOS / síťové API LANMan), které již existovaly v téměř identické formě v obou 16bitových OS/2 a DOS/Windows, tak byly začleněny i do Win32 API.

### Subsystém POSIX
Windows NT 3.1 zahrnoval subsystém kompatibilní s rozhraním POSIX. Ten byl přidán do značné míry za účelem zvýšení tržeb z amerických vládních zakázek, kde mnoho vládních agentur vyžadovalo kompatibilitu s POSIXem.
Kompatibilita s POSIXem je požadavek na úrovni API. Jeden operační systém nemusí nutně být schopen provozovat binární soubory sestavované pro jiný systém, i když oba systémy jsou POSIX kompatibilní. POSIX prostě stanoví, že zdrojový kód by měl být správně sestavitelný pro každý systém.
Subsystém POSIX v NT 3.1 primárně poskytoval podporu pro UNIXová oprávnění v systému souborů a dlouhá jména souborů (včetně povolování znaků v názvech souborů, které byly jinak zakázané pro soubory Windows, a naopak zakazoval některé jinak ve Windows povolené).

### Internet Explorer
Microsoft nabízel Internet Explorer počínaje verzí IE2, poslední byl Internet Explorer 5.0 pro Windows NT 3.x.

## Vydané verze

### Řádná vydání
| Číslo sestavení (build) | Datum vydání      |
| ----------------------- | ----------------- |
| 511                     | 27. července 1993 |
| 528                     | září 1993         |
| 531                     | 1994              |
| Service Pack 1          |                   |
| 528 (CSD001)            | září 1993         |
| 528 (CSD002)            | září 1993         |
| Service Pack 2          |                   |
| 528 (SP2)               | červen 1994       |
| Service Pack 3          |                   |
| 528 (SP2)               | říjen 1994        |